# بلوکلند
بلوکلند (به هلندی: Blokland) یک منطقهٔ مسکونی در هلند است که در مونت‌فورت واقع شده‌است. بلوکلند ۱۶۰ نفر جمعیت دارد.